# Augustianie rekolekci
Zakon Augustianów Rekolektów – zakon katolicki wyodrębniony w 1588 roku z zakonu augustianów.

## Historia
Historia zgromadzenia sięga XVI wiecznej Hiszpanii, kiedy to został wyodrębniony jako osobna prowincja augustianów. 
Zakon działa w 19 krajach, m.in.: Argentynie, Brazylii, Chile, Kolumbii, Wielkiej Brytanii, Meksyku, Peru, USA, Hiszpanii, Wenezueli i na Filipinach oraz Tajwanie. 
Zakon Augustianów Rekolektów dał Kościołowi 1 kardynała, 2 arcybiskupów i 49 biskupów.   